# Skisprung-Grand-Prix 2025
Der Skisprung-Grand-Prix 2025 (offizielle Bezeichnung: FIS Grand Prix Ski Jumping 2025) ist die wichtigste im Sommer und Herbst 2025 von der FIS veranstaltete Wettkampfserie im Skispringen.

## Ablauf
Mitte September finden sowohl für Männer Springen in Val di Fiemme auf dem Trampolino dal Ben statt. Diese dienen als Generalprobe für die Olympischen Winterspiele 2026 auf der Anlage, nachdem der Schanzenkomplex im vorangegangenen Winter noch nicht fertiggestellt war.
Die Springen in Hinzenbach und Klingenthal werden als Hybridwettkampf ausgetragen, bei denen im Anlauf zwar eine Eisspur verwendet wird, Hang und Auslauf aber mit Matten ausgelegt sind.

## Neuerungen zur Vorsaison
Mit Beginn des Skisprung-Grand-Prix 2025 führte die FIS einige Regelungen, besonders zur Handhabung von Disqualifikationen und Verstößen gegen die Materialvorschriften, ein, die nach einem versuchten größeren Betrug des norwegischen Teams während der Weltmeisterschaft  2025 in Trondheim, als notwendig erachtet wurden.
Die Anzahl der Sprunganzüge, die wie im Vorjahr gechipt werden, um eine genauere Messung zu erlauben wurde erneut limitiert, zudem wurden die Anzüge vor dem Chippen eingehend kontrolliert, wodurch eine verhältnismäßig große Anzahl an Athleten anfangs nicht starten konnte, weil die Anzüge als mangelhaft befunden wurden. 
Zudem gelten im zweiten Durchgang disqualifizierte Athleten nun für den ganzen Wettkampf als disqualifiziert, wordurch die im ersten Durchgang ausgeschiedenen Springer der ab 31 folgenden Ränge in die Punteränge aufrücken können.
Ebenfalls erstmals wurde in Courchevel das neue "High Five" Format getestet, wobei die Athleten anhand ihrer Qualifikationsergebnisse in Fünfergruppen eingeteilt werden, von denen die besten zwei, plus die fünf besten Verlierer in den zweiten Durchgang mit 25 Springern einziehen. In diesem werden alle bisherigen Punkte annulliert, sodass nur ein Durchgang gewertet wird. Punkte werden dennoch bis Platz 30 vergeben.

## Ergebnisse und Wertungen Männer
| Datum      | Austragungsort | Schanze                          | Bemerkung  | Sieger            | Zweiter         | Dritter            |
| ---------- | -------------- | -------------------------------- | ---------- | ----------------- | --------------- | ------------------ |
| 09.08.2025 | Courchevel     | Tremplin du Praz HS135           |            | Marius Lindvik    | Philipp Raimund | Sakutarō Kobayashi |
| 10.08.2025 | Courchevel     | Tremplin du Praz HS135           | High Five  | Niklas Bachlinger | Philipp Raimund | Luca Roth          |
| 16.08.2025 | Wisła          | Malinka HS134                    |            |                   |                 |                    |
| 18.08.2025 | Wisła          | Malinka HS134                    |            |                   |                 |                    |
| 13.09.2025 | Râșnov         | Trambulina Valea Cărbunării HS97 |            |                   |                 |                    |
| 14.09.2025 | Râșnov         | Trambulina Valea Cărbunării HS97 |            |                   |                 |                    |
| 18.09.2025 | Val di Fiemme  | Trampolino dal Ben HS109         |            |                   |                 |                    |
| 20.09.2025 | Val di Fiemme  | Trampolino dal Ben HS143         |            |                   |                 |                    |
| 21.09.2025 | Val di Fiemme  | Trampolino dal Ben HS143         | Super-Team |                   |                 |                    |
| 18.10.2025 | Hinzenbach     | Aigner-Schanze HS90              |            |                   |                 |                    |
| 19.10.2025 | Hinzenbach     | Aigner-Schanze HS90              |            |                   |                 |                    |
| 25.10.2025 | Klingenthal    | Vogtland Arena HS140             |            |                   |                 |                    |

## Ergebnisse und Wertungen Frauen
| Datum      | Austragungsort | Schanze                          | Bemerkung | Sieger         | Zweiter        | Dritter         |
| ---------- | -------------- | -------------------------------- | --------- | -------------- | -------------- | --------------- |
| 09.08.2025 | Courchevel     | Tremplin du Praz HS135           |           | Nika Prevc     | Selina Freitag | Abigail Strate  |
| 10.08.2025 | Courchevel     | Tremplin du Praz HS135           | High Five | Abigail Strate | Selina Freitag | Nozomi Maruyama |
| 16.08.2025 | Wisła          | Malinka HS134                    |           |                |                |                 |
| 18.08.2025 | Wisła          | Malinka HS134                    |           |                |                |                 |
| 13.09.2025 | Râșnov         | Trambulina Valea Cărbunării HS97 |           |                |                |                 |
| 14.09.2025 | Râșnov         | Trambulina Valea Cărbunării HS97 |           |                |                |                 |
| 18.09.2025 | Val di Fiemme  | Trampolino dal Ben HS109         |           |                |                |                 |
| 20.09.2025 | Val di Fiemme  | Trampolino dal Ben HS143         |           |                |                |                 |
| 25.10.2025 | Klingenthal    | Vogtland Arena HS140             |           |                |                |                 |

## Ergebnisse und Wertungen Mixed-Team
| Datum      | Austragungsort | Schanze              | Bemerkung | Sieger | Zweiter | Dritter |
| ---------- | -------------- | -------------------- | --------- | ------ | ------- | ------- |
| 26.10.2025 | Klingenthal    | Vogtland Arena HS140 |           |        |         |         |